# 张亚黎
张亚黎（1964年2月24日—），中国女子赛艇运动员。她曾代表中国参加1988年夏季奥林匹克运动会赛艇比赛，获得女子八人单桨有舵手铜牌。她也曾参加1987年世界赛艇锦标赛。